# Liste de films tournés dans le département des Côtes-d'Armor
Un certain nombre d'œuvres cinématographiques et télévisuelles ont été tournés dans le département des Côtes-d'Armor.
Voici une liste à compléter de films, téléfilms, feuilletons télévisés, films documentaires… tournés dans le département des Côtes-d'Armor, classés par commune et lieu de tournage et date de diffusion 
- Haut – A
- B
- C
- D
- E
- F
- G
- H
- I
- J
- K
- L
- M
- N
- O
- P
- Q
- R
- S
- T
- U
- V
- W
- X
- Y
- Z

## A
- Haut – A
- B
- C
- D
- E
- F
- G
- H
- I
- J
- K
- L
- M
- N
- O
- P
- Q
- R
- S
- T
- U
- V
- W
- X
- Y
- Z

## B
- Binic
  - 1920 : Face à l'Océan de René Leprince
  - 1958 : Une vie de Alexandre Astruc

- Haut – A
- B
- C
- D
- E
- F
- G
- H
- I
- J
- K
- L
- M
- N
- O
- P
- Q
- R
- S
- T
- U
- V
- W
- X
- Y
- Z

## C
- Créhen
  - 1974 : Le Soleil qui rit rouge de Bruno-Mario Kirchner

- Haut – A
- B
- C
- D
- E
- F
- G
- H
- I
- J
- K
- L
- M
- N
- O
- P
- Q
- R
- S
- T
- U
- V
- W
- X
- Y
- Z

## D
- Dinan
  - 1948 : Du Guesclin de Bernard de Latour
  - 1986 : Inspecteur Lavardin de Claude Chabrol
  - 1987 : Promis…juré ! de Jacques Monnet
  - 1998 : Armageddon  de Michael Bay.
  - 2007 : L'Heure zéro de Pascal Thomas
  - 2011 : L'Épervier, série télévisée de Stéphane Clavier
  - 2011 : Un jour (One Day) de Lone Scherfig
  - 2012 : Nos plus belles vacances de Philippe Lellouche[1]

- Haut – A
- B
- C
- D
- E
- F
- G
- H
- I
- J
- K
- L
- M
- N
- O
- P
- Q
- R
- S
- T
- U
- V
- W
- X
- Y
- Z

## E
- Erquy
  - 2003 : Après vous de Pierre Salvadori

- Étables-sur-Mer
  - 1920 : Face à l'Océan de René Leprince

- Haut – A
- B
- C
- D
- E
- F
- G
- H
- I
- J
- K
- L
- M
- N
- O
- P
- Q
- R
- S
- T
- U
- V
- W
- X
- Y
- Z

## F
- Fréhel
  - 1974 : Le Soleil qui rit rouge de Bruno-Mario Kirchner (cap Fréhel)
  - 2003 : Après vous de Pierre Salvadori
  - 2003 : Monsieur N. de Antoine de Caunes (cap Fréhel)

- Haut – A
- B
- C
- D
- E
- F
- G
- H
- I
- J
- K
- L
- M
- N
- O
- P
- Q
- R
- S
- T
- U
- V
- W
- X
- Y
- Z

## G
- Guingamp
  - 1946 : La Bataille du rail de René Clément[2]

- Haut – A
- B
- C
- D
- E
- F
- G
- H
- I
- J
- K
- L
- M
- N
- O
- P
- Q
- R
- S
- T
- U
- V
- W
- X
- Y
- Z

## H
- Haut – A
- B
- C
- D
- E
- F
- G
- H
- I
- J
- K
- L
- M
- N
- O
- P
- Q
- R
- S
- T
- U
- V
- W
- X
- Y
- Z

## J
- Haut – A
- B
- C
- D
- E
- F
- G
- H
- I
- J
- K
- L
- M
- N
- O
- P
- Q
- R
- S
- T
- U
- V
- W
- X
- Y
- Z

## L
- Lanmodez
  - 2015 : Les Châteaux de sable, comédie dramatique française réalisée par Olivier Jahan[3].

- Lannion
  - 1946 : La Bataille du rail de René Clément[4],[2]

- Léhon
  - 2011 : L'Épervier série télévisée Stéphane Clavier

- Le Leslay
  - 1979 : Tess de Roman Polanski[5]

- Lezardrieux
  - 2004 : Un long dimanche de fiançailles de  Jean-Pierre Jeunet[6]

- Haut – A
- B
- C
- D
- E
- F
- G
- H
- I
- J
- K
- L
- M
- N
- O
- P
- Q
- R
- S
- T
- U
- V
- W
- X
- Y
- Z

## M
- Haut – A
- B
- C
- D
- E
- F
- G
- H
- I
- J
- K
- L
- M
- N
- O
- P
- Q
- R
- S
- T
- U
- V
- W
- X
- Y
- Z

## N
- Haut – A
- B
- C
- D
- E
- F
- G
- H
- I
- J
- K
- L
- M
- N
- O
- P
- Q
- R
- S
- T
- U
- V
- W
- X
- Y
- Z

## O
- Haut – A
- B
- C
- D
- E
- F
- G
- H
- I
- J
- K
- L
- M
- N
- O
- P
- Q
- R
- S
- T
- U
- V
- W
- X
- Y
- Z

## P
- Pléneuf-Val-André
  - 1977 : La Septième Compagnie au clair de lune de Robert Lamoureux
  - 2016 : L'Accident mini-série de Edwin Baily

- Paimpol
  - 2015 : Les Châteaux de sable, comédie dramatique française réalisée par Olivier Jahan[3]

- Pleubian
  - 2004 : Un long dimanche de fiançailles de  Jean-Pierre Jeunet[6]

- Plévenon-Fort la Latte
  - 1961 : Les Trois Mousquetaires : La Vengeance de Milady de Bernard Borderie[7]
  - 1958 : Les Vikings
  - 1988 : Chouans ! de Philippe de Broca
  - 2003 : Monsieur N. de Antoine de Caunes
  - 2011 : L'Épervier série télévisée Stéphane Clavier
  - 2023 : Les Trois Mousquetaires : D'Artagnan de  Martin Bourboulon
  - 2023 : Les Trois Mousquetaires : Milady de  Martin Bourboulon

- Plouaret

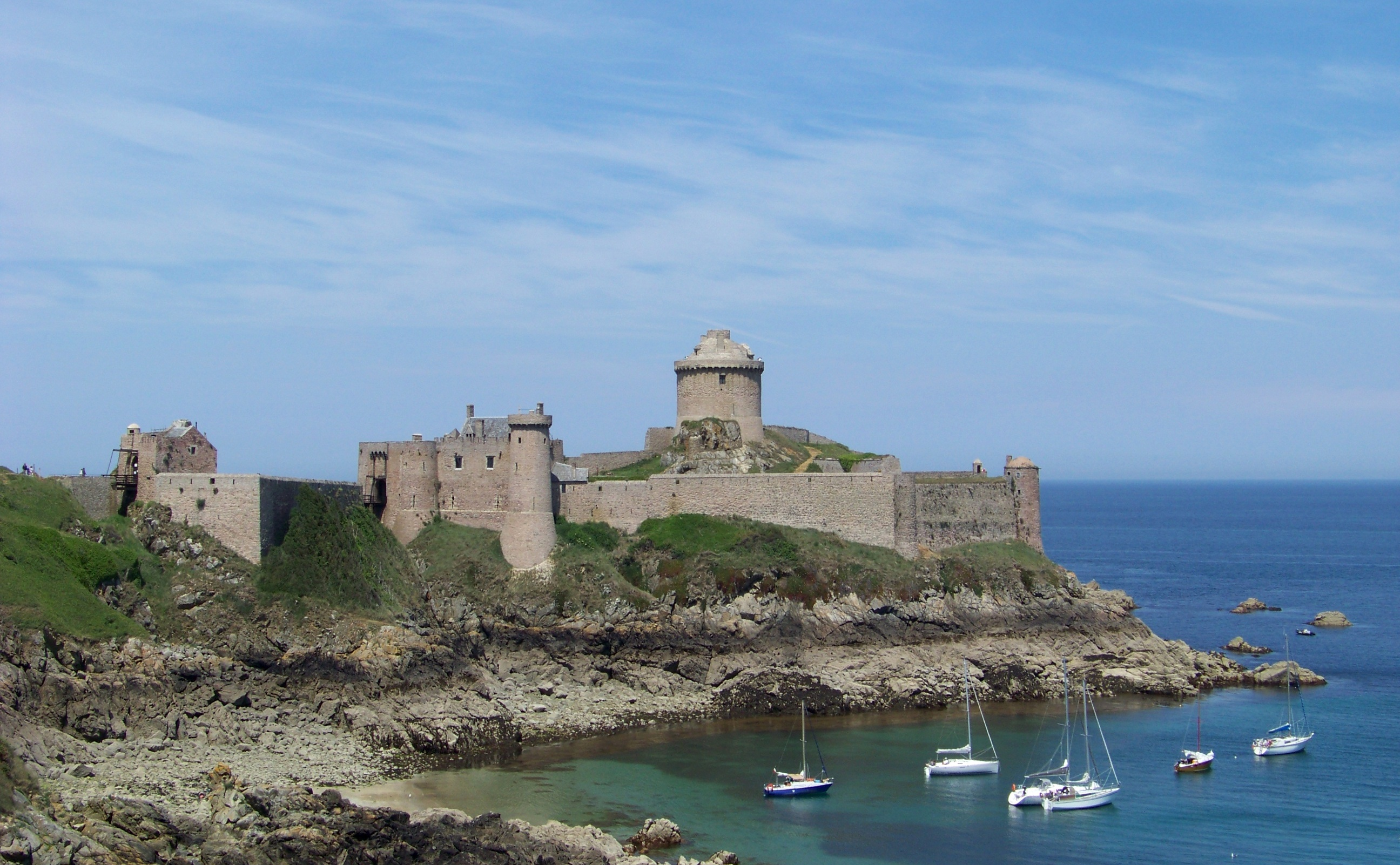
Le Fort la Latte à Plévenon

  - 1946 : La Bataille du rail de René Clément[2]

- Plouha
  - 2023 : Les Trois Mousquetaires : D'Artagnan de  Martin Bourboulon
  - 2023 : Les Trois Mousquetaires : Milady de  Martin Bourboulon (Plage Bonaparte)

- Plougrescant
  - 2004 : Un long dimanche de fiançailles de  Jean-Pierre Jeunet[6]

- Haut – A
- B
- C
- D
- E
- F
- G
- H
- I
- J
- K
- L
- M
- N
- O
- P
- Q
- R
- S
- T
- U
- V
- W
- X
- Y
- Z

## Q
- Quintin
  - 2001 : Le Vélo de Ghislain Lambert de Philippe Harel

- Haut – A
- B
- C
- D
- E
- F
- G
- H
- I
- J
- K
- L
- M
- N
- O
- P
- Q
- R
- S
- T
- U
- V
- W
- X
- Y
- Z

## R
- Haut – A
- B
- C
- D
- E
- F
- G
- H
- I
- J
- K
- L
- M
- N
- O
- P
- Q
- R
- S
- T
- U
- V
- W
- X
- Y
- Z

## S
- Baie de Saint-Brieuc
  - 1920 : Face à l'Océan de René Leprince

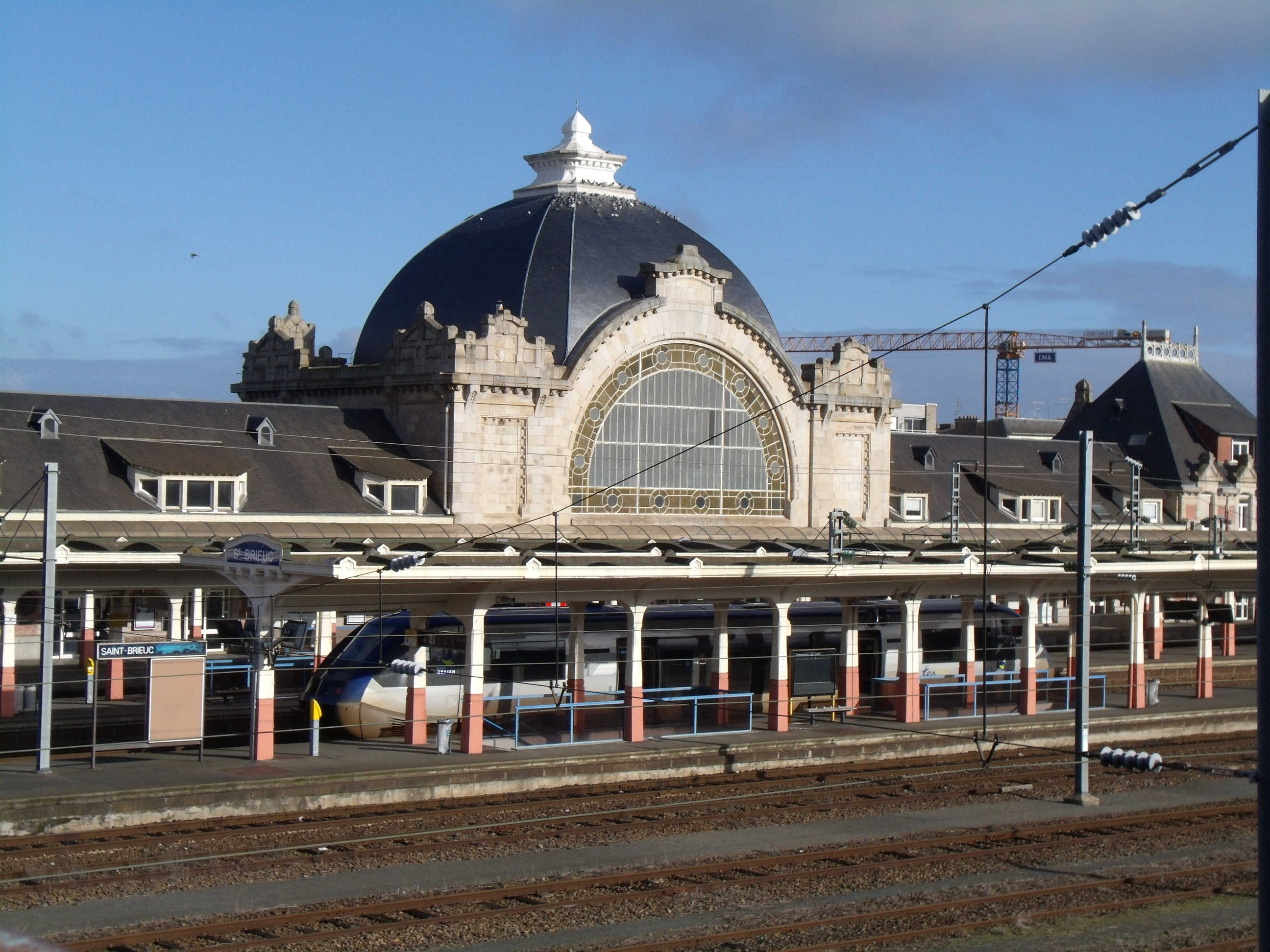
La gare de Saint-Brieuc

  - 1958 : Une vie de Alexandre Astruc

- Saint-Brieuc
  - 1946 : La Bataille du rail de René Clément[8]
  - 1993 : L'Affaire Seznec de Yves Boisset

- Saint-Quay-Portrieux
  - 1920 : Face à l'Océan de René Leprince

- Haut – A
- B
- C
- D
- E
- F
- G
- H
- I
- J
- K
- L
- M
- N
- O
- P
- Q
- R
- S
- T
- U
- V
- W
- X
- Y
- Z

## T
- Tonquédec
  - 1974 : Que la fête commence de Bertrand Tavernier (Château de Tonquédec)

- Trégrom
  - 1946 : La Bataille du rail de René Clément[2]

- Tréguier
  - 2015 : Les Châteaux de sable, comédie dramatique française réalisée par Olivier Jahan[3]

- Haut – A
- B
- C
- D
- E
- F
- G
- H
- I
- J
- K
- L
- M
- N
- O
- P
- Q
- R
- S
- T
- U
- V
- W
- X
- Y
- Z

## U
- Haut – A
- B
- C
- D
- E
- F
- G
- H
- I
- J
- K
- L
- M
- N
- O
- P
- Q
- R
- S
- T
- U
- V
- W
- X
- Y
- Z

## V
- Haut – A
- B
- C
- D
- E
- F
- G
- H
- I
- J
- K
- L
- M
- N
- O
- P
- Q
- R
- S
- T
- U
- V
- W
- X
- Y
- Z